# Mandelieu-la-Napoule
Mandelieu-la-Napoule este o comună în departamentul Alpes-Maritimes din sud-estul Franței. În 1 ianuarie 2022 avea o populație de 21.201 de locuitori.